# Polígono

Algunos ejemplos de polígonos

En geometría, un polígono es una figura geométrica plana compuesta por una secuencia finita  de segmentos rectos consecutivos que encierran una región en el plano. Estos segmentos son llamados lados, y los puntos en que se intersecan se llaman vértices. El polígono es el caso bidimensional del politopo.
Un polígono simple es aquel que no se interseca a sí mismo. Los matemáticos a menudo sólo se preocupan por las cadenas poligonales que delimitan los polígonos simples y suelen definir un polígono en consecuencia. Un límite poligonal puede cruzarse sobre sí mismo, creando  polígonos estrella y otros polígonos auto-intersecantes.

## Etimología
La palabra polígono deriva del griego antiguo πολύγωνος (polúgōnos), a su vez formado por πολύ (polú) ‘muchos’ y γωνία (gōnía) ‘ángulo’, aunque hoy en día los polígonos son usualmente entendidos por el número de sus lados.
La noción geométrica elemental ha sido adaptada de distintas maneras para servir a propósitos específicos. A matemáticos a menudo les interesan solo las líneas poligonales cerradas y los polígonos simples (aquellos en los cuales sus lados solo se intersecan en los vértices), y pueden definir un polígono de acuerdo a ello. Es requisito geométrico que dos lados que se intersecan en un vértice formen un ángulo no llano (distinto a 180°), ya que de otra manera los segmentos se considerarían partes de un único lado; sin embargo, esos vértices podrían permitirse algunas veces por cuestiones prácticas. En el ámbito de la computación, la definición de polígono ha sido ligeramente alterada debido a la manera en que las figuras son almacenadas y manipuladas en la computación gráfica para la generación de imágenes.

### Definiciones
La definición del polígono depende del uso que se le quiere dar, así por ejemplo para hacer referencia a una región del plano se tiene:
- Llamaremos polígono a la porción del plano delimitada y encerrada por una línea poligonal.[5]

Para hacer referencia al estudio euclidiano de las longitudes de los lados de un polígono, se tiene:
- Llamaremos polígono a una figura geométrica plana definida por una línea poligonal de la cual sus dos extremos coinciden.

#### Línea poligonal
Se denomina línea poligonal o línea quebrada al conjunto de segmentos, {\displaystyle s_{1},\dots ,s_{n}}, unidos sucesivamente por sus extremos donde el extremo de cada uno es origen del siguiente, tal que dos segmentos sucesivos no están alineados, en tal caso se considera ambos como un único segmento.
{\displaystyle L{\acute {\imath }}nea\;poligonal=\bigcup _{1\leq i\leq n}s_{i}}
Sean {\displaystyle P_{i}} y {\displaystyle P_{i+1}} los extremos de {\displaystyle s_{i}}, entonces:
- Si los dos extremos libres, {\displaystyle P_{1}} y {\displaystyle P_{n+1}}, no coinciden se dice que la línea poligonal es abierta.[5]
- Diremos que la línea poligonal es cerrada si no es abierta.[5]

Ejemplo de una línea poligonal de seis segmentos:
Véase también
La definición y su aplicación del concepto de grafo de la teoría de grafos.
La definición de símplex usada en topología algebraica.

### Propiedades
- Interior de un polígono es el conjunto de todos los puntos que están en el interior de la región que delimita dicho polígono.
- Exterior de un polígono es el conjunto de los puntos que no están en la línea poligonal (frontera) ni en el interior.[7]

## Elementos de un polígono

Elementos de un polígono

En un polígono se distinguen los siguientes elementos geométricos:
- Lados del polígono: son cada uno de los segmentos que conforman el polígono.
- Vértices de un polígono: son los puntos de intersección o puntos de unión entre lados consecutivos.
- Diagonales del polígono: son segmentos que une dos vértices no consecutivos del polígono.
- Ángulo interior del polígono: es el ángulo formado, internamente al polígono, por dos lados consecutivos.
- Ángulo exterior del polígono: es el ángulo formado, externamente al polígono, por uno de sus lados y la prolongación del lado consecutivo.
- Ángulos entrantes del polígono: es el ángulo interior al polígono que miden más de 180°.[8]
- Ángulos salientes del polígono: es el ángulo interior al polígono que miden menos de 180°.[9]

Hexágono regular

En un polígono regular se puede distinguir, además:
- Centro (C): es el punto equidistante de todos los vértices y lados.
- Ángulo central (AC): es el ángulo formado por dos segmentos de recta que parten del centro a los extremos de un lado.
- Apotema (a): es el segmento que une el centro del polígono con el centro de un lado; es perpendicular a dicho lado.
- Diagonal ({\displaystyle d_{i}}): son los segmentos que unen los vértices del polígono no consecutivamente.

## Formulario
- Perímetro (P): es la suma de las longitudes de todos los lados del polígono.
- Semiperímetro (SP): es la mitad del perímetro.
- Diagonales totales| {\displaystyle N_{d}={\frac {n(n-3)}{2}}}, en un polígono de {\displaystyle n} lados.                                                                                                                                   |
| Las diagonales por cada vértice son {\displaystyle n-3} Los vértices son {\displaystyle n} Como cada diagonal está contada dos veces se tiene que el número de diagonales sale de: {\displaystyle {\frac {n(n-3)}{2}}.} |
- Intersecciones de diagonales {\displaystyle N_{I}={\frac {n(n-1)(n-2)(n-3)}{24}}}, en un polígono de {\displaystyle n} vértices.
- Todo polígono regular de n lados, puede ser descompuesto en un conjunto ordenado de n-2 triángulos, con un vértice común y la suma de las áreas de los triángulos sea igual al área del polígono.

## Clasificación
Existen varias clasificaciones posibles de los polígonos. Para ver una clasificación basada en su número de lados, vea la tabla inferior.

### Clasificación de los polígonos según su forma

Algunos ejemplos de varios tipos de polígono

Según las propiedades que cumpla el contorno del polígono, es posible realizar las siguientes clasificaciones.
- Simple, si ningún par de aristas no consecutivas se corta. Equivalentemente, su frontera tiene un solo contorno.
- Complejo o cruzado, si dos de sus aristas no consecutivas se intersecan.[10]
- Convexo, si todo segmento que une dos puntos cualesquiera del contorno del polígono yace en el interior de este. Todo polígono simple y con todos sus ángulos internos, menores que 180° es convexo.
- No convexo, si existe un segmento entre dos puntos de la frontera del polígono que sale al exterior del mismo. O si existe una recta capaz de cortar el polígono en más de dos puntos.
- Cóncavo, si es un polígono simple y no convexo.
- Equilátero, si tiene todos sus lados de la misma longitud.
- Equiángulo, si tiene todos sus ángulos interiores iguales.
- Regular, si es equilátero y equiángulo a la vez.
- Irregular, si no es regular. Es decir, si no es equilátero o equiángulo.
- Cíclico, si existe una circunferencia que pasa por todos los vértices del polígono. Todos los polígonos regulares son cíclicos.
- Ortogonal o isotético, si todos sus lados son paralelos a los ejes cartesianos {\displaystyle x} o {\displaystyle y}.[11]
- Alabeado, si sus lados no están en el mismo plano.
- Estrellado, si se construye a partir de trazar diagonales en polígonos regulares. Se obtienen diferentes construcciones dependiendo de la unión de los vértices: de dos en dos, de tres en tres, etc.
- Reticular es simple y,  al representarlo en un reticulado, cada vértice yace exactamente en un vértice de cuadrado unitario del reticulado (en este caso funciona la fórmula de Pick).
- Monótono, si existe alguna dirección del plano en la cual todos los cortes del polígono en esa dirección consisten en un punto o un segmento.

Polígono simple, cóncavo e irregular.
Polígono complejo, no convexo e irregular.
Polígono convexo y regular (equilátero y equiángulo).
Polígono estrellado.

### Nombres de polígonos según su número de lados
Los polígonos tienen un nombre especial para designar el número de lados del mismo. Los nombres más comunes están en la siguiente tabla:
| Nombre                                | Número de lados |
| ------------------------------------- | --------------- |
| trígono o triángulo                   | 3               |
| tetrágono, cuadrángulo o cuadrilátero | 4               |
| pentágono                             | 5               |
| hexágono                              | 6               |
| heptágono                             | 7               |
| octógono u octágono                   | 8               |
| eneágono o nonágono                   | 9               |
| decágono                              | 10              |
| endecágono o undecágono               | 11              |
| dodecágono                            | 12              |
| tridecágono o triskaidecágono         | 13              |
| tetradecágono                         | 14              |
| pentadecágono o pentedecágono         | 15              |
| hexadecágono                          | 16              |
| heptadecágono                         | 17              |
| octodecágono u octadecágono           | 18              |
| eneadecágono o nonadecágono           | 19              |

| Nombre                             | Número de lados |
| ---------------------------------- | --------------- |
| isodecágono o icoságono            | 20              |
| icosihenágono o icosakaihenágono   | 21              |
| icosidiágono o icosakaidígono      | 22              |
| icositriágono o icosakaitrígono    | 23              |
| icositetrágono o icosakaitetrágono | 24              |
| icosipentágono o icosakaipentágono | 25              |
| icosihexágono o icosakaihexágono   | 26              |
| icosiheptágono o icosakaiheptágono | 27              |
| icosioctágono o icosakaioctágono   | 28              |
| icosieneágono o icosakaieneágono   | 29              |
| triacontágono                      | 30              |
| triacontakaihenágono               | 31              |
| triacontakaidígono                 | 32              |
| triacontakaitrígono                | 33              |
| triacontakaitetrágono              | 34              |
| triacontakaipentágono              | 35              |
| triacontakaihexágono               | 36              |

| Nombre                        | Número de lados |
| ----------------------------- | --------------- |
| triacontakaiheptágono         | 37              |
| triacontakaioctágono          | 38              |
| triacontakaieneágono          | 39              |
| tetracontágono                | 40              |
| pentacontágono                | 50              |
| hexacontágono                 | 60              |
| heptacontágono                | 70              |
| octocontágono u octacontágono | 80              |
| eneacontágono o nonacontágono | 90              |
| hectágono                     | 100             |
| chiliágono o kiliágono        | 1000            |
| miriágono                     | 10000           |
| decemiriágono                 | 100000          |
| hectamiriágono o megágono     | 1000000         |
| googológono                   | 10100           |
| apeirógono                    | ∞               |
| enógono                       | n               |

## Clasificación por tipos
| Polígonos (Lista) |

| Triángulos | • Agudo • Equilátero • Ideal • Isósceles • de Kepler • Obtuso • Rectángulo |

| Cuadriláteros | • Antiparalelogramo • Bicéntrico • Cruzado • Cíclico • Equidiagonal • Tangencial • Extangential • Armónico • Ortodiagonal • Paralelogramo • Cuadrado • Rectángulo • Rombo • Deltoide • Deltoide recto • Trapecio • Trapecio isósceles • Trapecio tangencial |

| Por número de lados | \| 1–10 lados \| • Monógono (1) • Dígono (2) • Triángulo (3) • Cuadrilátero (4) • Pentágono (5) • Hexágono (6) • Heptágono (7) • Octágono (8) • Eneágono (9) • Decágono (10) \| \| 11–20 lados \| • Endecágono (11) • Dodecágono (12) • Tridecágono (13) • Tetradecágono (14) • Pentadecágono (15) • Hexadecágono (16) • Heptadecágono (17) • Octadecágono (18) • Eneadecágono (19) • Isodecágono (20) \| \| >20 lados \| • Icositriágono (23) • Icositetrágono (24) • Triacontágono (30) • Tetracontágono (40) • Pentacontágono (50) • Hectágono (100) • 257-gono • Chiliágono (1000) • Miriágono (10.000) • 65537-gono • Megágono (1.000.000) • Apeirógono (∞) \| |
| 1–10 lados          | • Monógono (1) • Dígono (2) • Triángulo (3) • Cuadrilátero (4) • Pentágono (5) • Hexágono (6) • Heptágono (7) • Octágono (8) • Eneágono (9) • Decágono (10) |
| 11–20 lados         | • Endecágono (11) • Dodecágono (12) • Tridecágono (13) • Tetradecágono (14) • Pentadecágono (15) • Hexadecágono (16) • Heptadecágono (17) • Octadecágono (18) • Eneadecágono (19) • Isodecágono (20) |
| >20 lados           | • Icositriágono (23) • Icositetrágono (24) • Triacontágono (30) • Tetracontágono (40) • Pentacontágono (50) • Hectágono (100) • 257-gono • Chiliágono (1000) • Miriágono (10.000) • 65537-gono • Megágono (1.000.000) • Apeirógono (∞) |

| 1–10 lados  | • Monógono (1) • Dígono (2) • Triángulo (3) • Cuadrilátero (4) • Pentágono (5) • Hexágono (6) • Heptágono (7) • Octágono (8) • Eneágono (9) • Decágono (10)                                                                            |
| 11–20 lados | • Endecágono (11) • Dodecágono (12) • Tridecágono (13) • Tetradecágono (14) • Pentadecágono (15) • Hexadecágono (16) • Heptadecágono (17) • Octadecágono (18) • Eneadecágono (19) • Isodecágono (20)                                   |
| >20 lados   | • Icositriágono (23) • Icositetrágono (24) • Triacontágono (30) • Tetracontágono (40) • Pentacontágono (50) • Hectágono (100) • 257-gono • Chiliágono (1000) • Miriágono (10.000) • 65537-gono • Megágono (1.000.000) • Apeirógono (∞) |

| Estrellas | • Estrella pentagonal • Hexagrama • Heptagrama • Octagrama • Eneagrama • Decagrama • Endecagrama • Dodecagrama |

| Lados curvos | • Reinhardt • Reuleaux |

| Clases | • Cóncavo • Convexo • Cíclico • Equiangular • Equilátero • Infinito oblicuo • Isogonal • Isotoxal • Mágico • Pseudotriángulo • Regular • Simple • Alabeado • Estrellado • Tangencial |